# João Almino
João Almino (Mossoró, 1950) is een Braziliaans romanschrijver. 
Veel van zijn romans, waaronder Ideias para onde passar o fim do mundo, Samba-enredo, As cinco estações do amor, O livro das emoções, Cidade livre en Enigmas da primavera werden bekroond. Enigmas da primavera werd door Gerrit Brand naar het Nederlands vertaald en als Raadselen van de lente door Uitgeverij Nobelman uitgegeven. Almino is een van de veertig leden van de prestigieuze Academia Brasileira de Letras. In Parijs promoveerde hij onder de Franse filosoof Claude Lefort.